# Nantes metropolisz

Elhelyezkedése Loire-Atlantique megyében

Nantes metropolisz (franciául: Nantes Métropole) a franciaországi metropoliszok egyike, a francia községközi társulási rendszer (intercommunalité) része.
Franciaország nyugati részén, Loire mente régió Loire-Atlantique megyéjében helyezkedik el. Nantes-ot és a város vonzáskörzetének további 23 községét foglalja magába. 
2015. január 1-jén jött létre az addigi „Nantes városközösség” (communauté urbaine de Nantes) átalakításával.
Népessége 677 879 fő volt 2021-ben, ebből 323 204 fő Nantes-ban élt. Területe 523,4 km2. Igazgatási központja Nantes-ban van.

## Községek
A metropoliszt az alábbi 24 község alkotja:
1. Basse-Goulaine
2. Bouaye
3. Bouguenais
4. Brains
5. Carquefou
6. Couëron
7. Indre
8. La Chapelle-sur-Erdre
9. La Montagne
10. Le Pellerin
11. Les Sorinières
12. Mauves-sur-Loire
13. Nantes
14. Orvault
15. Rezé
16. Saint-Aignan-Grandlieu
17. Saint-Herblain
18. Saint-Jean-de-Boiseau
19. Saint-Léger-les-Vignes
20. Saint-Sébastien-sur-Loire
21. Sainte-Luce-sur-Loire
22. Sautron
23. Thouaré-sur-Loire
24. Vertou